# Ceraticelus crassiceps
Ceraticelus crassiceps là một loài nhện trong họ Linyphiidae.
Loài này thuộc chi Ceraticelus. Ceraticelus crassiceps được Ralph Vary Chamberlin & Wilton Ivie miêu tả năm 1939.